# Лён (альбом)
«Лён» — шестой студийный альбом российской певицы Варвары. Релиз пластинки, выпущенной Первым музыкальным издательством, состоялся 25 сентября 2015 года на портале iTunes. На диске представлено 13 композиций.

## Работа над альбомом
Работа над пластинкой началась в 2009 году. Тогда поэтом и композитором Натальей Славиной Варваре была подарена песня «Скандинавская зима». Данная композиция является единственной авторской композицией в альбоме «Лён». Остальные тексты являются народным фольклором.
В апреле 2010 года было объявлено о записи нового диска. Тогда альбом планировалось назвать «Денница».
Следующая композиция — «Гулял Ванька» — была записана в декабре 2010 года. Её текст и мелодия сохранены полностью, песне придали лишь новое аранжировочное решение.
В мае 2014 года объявлено о том, что новый альбом будет называться «Лён». Релиз же был назначен на осень.
14 мая 2014 года в онлайн-магазине iTunes Store состоялся релиз трека «Сказание о Варваре» в качестве первого сингла из готовящегося к выходу альбома. Песня была найдена исполнительницей в Кардымовском районе Смоленской области у сельчанки Ольги Владимировны Трушиной летом 2013 года. В этой композиции можно услышать традиционный народный распев, издревле известный в этом регионе, на который положен старинный духовный стих.

«Песнопение „Сказание о Варваре“ было создано давным-давно. Около 300 лет тому назад. Точное время я, увы, не знаю. Эта композиция — настоящая „музыкальная находка“, исторический артефакт».— Варвара
20 октября 2014 года состоялся релиз сингла «Солнышко» — старинного цыганского романса. Авторами создания этой народной композиции считают не цыган, а представителей русской народной музыки и литературы, поэтов и композиторов, которые являлись поклонниками цыганского творчества в XIX веке.
31 декабря 2014 года в эфире состоялась презентация очередного трека с готовящегося диска — композиции «Ой, при лужку, при лужке».
В феврале 2015 года Варвара и Марина Девятова записали дуэтную композицию «Порушка-Параня». Впервые премьера композиции состоялась 10 сентября в Московском международном Доме музыки на совместном этно-концерте исполнительниц «Два пути». В рамках концерта Варвара также представила композиции «Гулял Ванька» и «Ой, при лужку, при лужке» из нового альбома, а также новую работу «Порушка-Параня». Телевизионная премьера песни состоялась 13 сентября в эфире телеканала «НТВ» в программе «Русское лото».
11 сентября стартовал предзаказ, а 25 сентября состоялся цифровой релиз пластинки «Лён» на порталах iTunes Store и Google Play, а также на портале Яндекс.Музыка.

«Мы регулярно ездим на гастроли, и между концертами стараемся посещать самые отдалённые деревушки. „Лён“ мы собирали по крупицам на протяжении нескольких лет. Это был очень тяжёлый и кропотливый труд. Уверена, что новый альбом придётся по вкусу не только нашим поклонникам, но и широкому кругу слушателей».— Варвара
Саунд-продюсированием и аранжировками большинства композиций занимался этно-музыкант, мультиинструменталист, композитор и аранжировщик, основателем Оркестра волынщиков Москвы Артемий Воробьёв.

## Список композиций
| №   | Название                               | Автор(ы)                   | Длительность |
| --- | -------------------------------------- | -------------------------- | ------------ |
| 1.  | «Гулял Ванька»                         | русская народная песня     | 4:32         |
| 2.  | «Ой, при лужку, при лужке»             | русская народная песня     | 4:01         |
| 3.  | «Ой, то не вечер»                      | русская народная песня     | 3:46         |
| 4.  | «Сказание о Варваре»                   | русская народная песня     | 7:05         |
| 5.  | «Купалинка»                            | белорусская народная песня | 2:25         |
| 6.  | «Солнышко»                             | русская народная песня     | 5:21         |
| 7.  | «Ай вы цыгане»                         | русская народная песня     | 3:39         |
| 8.  | «Не для меня»                          | русская народная песня     | 2:41         |
| 9.  | «Ивушки»                               | русская народная песня     | 3:31         |
| 10. | «Разлилась речка быстрая»              | русская народная песня     | 4:33         |
| 11. | «Скандинавская зима»                   | Н. Славина                 | 4:48         |
| 12. | «Ах, ты степь моя широкая»             | русская народная песня     | 3:55         |
| 13. | «Порушка-Параня» (с Мариной Девятовой) | русская народная песня     | 3:14         |

## Версии изданий альбома
- Лён (2015) ITunes
- Лён (2015) CD